# Неманихин, Владимир Николаевич
Владимир Николаевич Неманихин — советский хозяйственный, государственный и политический деятель, Герой Социалистического Труда.

## Биография
Родился в 1908 году в поселке Кувшиново. Член КПСС с 1928 года.
С 1924 года — на хозяйственной, общественной и политической работе. В 1924—1978 гг. — сеточник, накатчик, техник-технолог Кувшиновского ЦБК, начальник бюро рационализаторства и изобретательства Ростовской бумажной фабрики имени М. И. Калинина, красноармеец, директор Миропольской бумажной фабрики, участник воссоединения Западной Украины, участник советско-финской войны, директор табачных фабрик в Армавире и Ашхабаде, директор Славутской и Львовской бумажной фабрики, директор Малинской бумажной фабрики имени 50-летия Великой Октябрьской социалистической революции Министерства целлюлозно-бумажной промышленности СССР
Указом Президиума Верховного Совета СССР от 13 мая 1977 годаприсвоено звание Героя Социалистического Труда с вручением ордена Ленина и золотой медали «Серп и Молот».
Почётный гражданин города Малина.
Умер в Малине в 1994 году.